# Zinno
zinno（ジンノ、8月6日 - ）は、韓国のイラストレーター・原画家である。女性。

## 概要
フリーの原画家として商業作品の原画やイラストレーションを担当している他、同人サークル『Spread-Pink』を主宰し、同人活動も行っている。
以前は『Cat&Fish』というサークル名義で活動していた。

## 参加作品

### PCゲーム
2003年
- 夏恋 〜Karen〜（Purple software）

2007年
- 天使のたまご（Purple software）

2009年
- Signal Heart（Purple software)
- Signal Heart ぷらす（Purple software）

2010年
- Orange Memories（Purple software delight）

2013年
- プレスタ!〜Preciouas☆Star's フェスティバル〜（アトリエかぐや）

2014年
- 乙女が奏でる恋のアリア（ensemble）

2015年
- 乙女が奏でる恋のアリア 君に捧げるアンコール（ensemble）

2016年
- 乙女が彩る恋のエッセンス（ensemble）
- 乙女が彩る恋のエッセンス 〜笑顔で織りなす未来〜（ensemble）

### ソーシャルゲーム
2009年
- マジカ★マジカ（more games）

2013年
- ゆず・ぱら（バレット）
- 覚醒研究☆アイドルラボ（native）

2014年
- 対魔忍アサギ 決戦アリーナ（DMM.R18）※さくらんぼ名義[2]
- ようこそ!恋ヶ崎女学園へ（DMM.R18）
- どこでもダンジョン（ゲームオン）

2015年
- カコ☆タマ（バレット）
- ぷるるんJK脱衣麻雀～放課後大乱交～（TSUTAYAオンラインゲーム）

2016年
- 機動戦車チハたん（DMM.com)

- デモンズ★キッチン（DMM.R18）
- もののふ～白百合戦舞姫～（DMM.R18）

2018年
- 対魔忍RPGX（DMM.R18）※さくらんぼ名義
- アートワール　魔法学園の乙女たちR（DMM.R18）

### 小説イラスト
2010年
- アースライト・ウォーズ 割れぬ少女と蝉の王（六塚光/著、一迅社文庫）

2011年
- 背約のキャバリアー（六塚光/著、一迅社文庫）